# XXXX (пиво)
XXXX (произносится как Four-ex) — бренд австралийского пива, сваренного в Милтоне, Брисбен, квинслендскими пивоварами Castlemaine Perkins (ныне подразделение японской компании Lion). Он пользуется большой популярностью в штате Квинсленд, где его обычно можно найти в пабах и барах. Бренд был запущен компанией Castlemaine Brewers в 1924. Название отсылает к давней традиции использования X для обозначения крепости эля.

## Разновидности
В настоящее время продаются следующие бренды:
- XXXX Bitter — Австралийский лагер крепостью 4,4 %, продаваемый под брендом XXXX.[1] При заказе в Квинсленде его часто называют XXXX Heavy.
- XXXX Gold — лагер средней крепости 3,5 %. XXXX Gold также является пивом с пониженным содержанием углеводов.
- XXXX Summer Bright Lager — крепкое пиво с пониженным содержанием углеводов крепостью 4,0 %. Summer Bright также доступен с лаймом.[2]
- XXXX Dry — продаваемый как легко пьющийся крепкий сухой лагер крепостью 4,2 %.
- XXXX Zero — безалкогольный лагер крепостью 0,0 %.

Помимо этого, предыдущие сорта пива, которые больше не выпускаются серийно, иногда доступны в небольших ограниченных партиях, например в ресторане XXXX Alehouse and Restaurant, расположенном на той же территории, что и пивоварня. В прошлом это были такие сорта, как:
- Thirsty Dog — пшеничное пиво, популярное в 1990-х годах.
- XXXX Draft — менее газированная версия XXXX Bitter, выпущенная в 1970-х годах и призванная имитировать уникальный вкус пива из деревянной бочки.
- Carbine Stout — стаут, варившийся с 1915 по 2008 год, названный в честь знаменитой скаковой лошади 1890-х годов.
- Castlemaine Best IPA — Индийский пейл-эль, впервые сваренный в 1918 году.
- В декабре 2019 года оригинальный XXX Sparkling Ale был выпущен ограниченной партией в нескольких барах центрального делового района Брисбена, в том числе в пивной.

Среди других сортов пива, которые больше не выпускаются, можно назвать:
- XXXX Light — слабоалкогольное пиво крепостью 2,3 %.
- XXXX DL Lager — пиво с низким содержанием углеводов, крепость которого составляла 4,4 %.
- XXXX Gold Australian Pale Ale — крепостью 3,5 %.
- XXXX Summer Bright Mango — крепостью 4,0 %.

## История
Бренд XXXX был запущен в 1924 году компанией Castlemaine Brewers и назван в честь города Каслмейн, штат Виктория, где компания была основана в 1857 году. На жёлто-красной этикетке до сих пор сохранилось название города. С момента своего появления XXXX варилось на пивоварне Castlemaine Perkins Milton Brewery, а на этикетках бутылок и банок с пивом был изображен эскиз художника пивоварни. В 1950-х годах на пивоварне была установлена световая вывеска «XXXX». Само слово «XXXX» отсылает к традиционной системе оценки крепкого пива.
В 1992 году Castlemaine Perkins была приобретена австралийской компанией Lion Nathan, занимающейся производством напитков и продуктов питания, которая, в свою очередь, в 2009 году была поглощена Японским конгломератом Kirin.
В марте 2016 года содержание алкоголя в XXXX Bitter было снижено с 4,6 % до 4,4 %.

## Дистрибуция
XXXX производился по лицензии в Великобритании компанией InBev Ltd до 2009 года. Его обычно продавали в банках в Великобритании без лицензии, а иногда и на разлив в британских пабах. Британский XXXX крепостью 3,7 % был несколько слабее, чем большинство австралийских вариантов. Castlemaine XXXX был снят с производства в Великобритании к середине 2009 года, когда истек срок действия лицензионного соглашения с InBev.

## Иконография, реклама и узнаваемость бренда

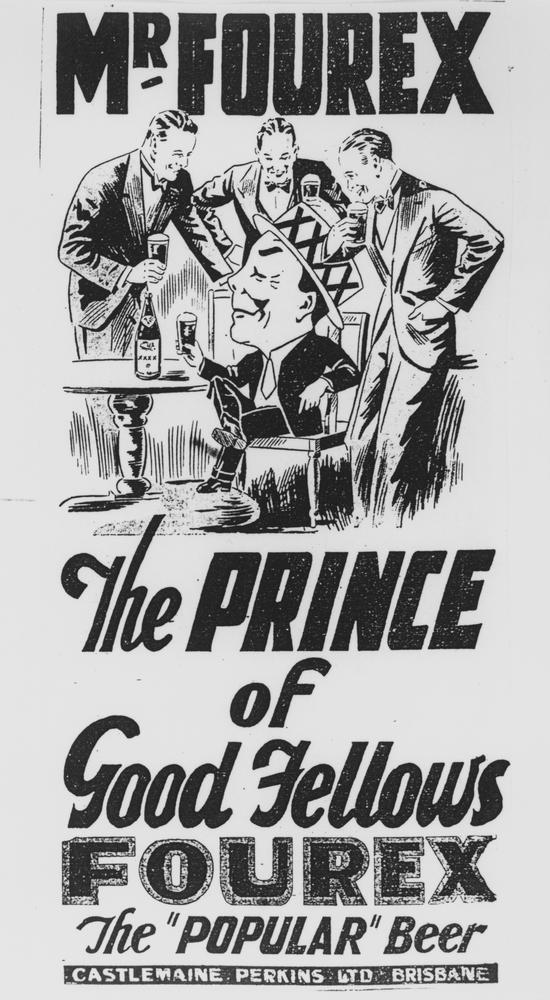
Мистер Форекс в рекламе 1920 года

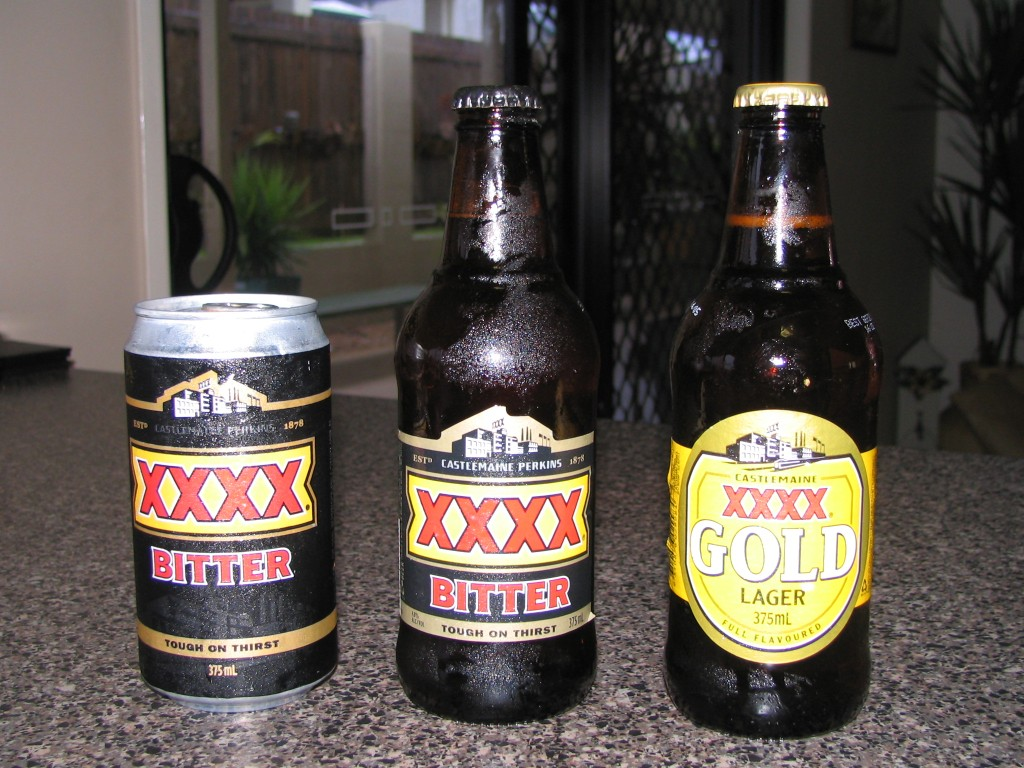
Банка и бутылки двух самых популярных сортов пива XXXX

Талисман XXXX — мистер Форекс — веселый карикатурный мужчина в костюме и канотье, изображенный на пивоварне. Задуманный в 1924 году, он, как говорят, был создан по образу Пэдди Фитцджеральда, бывшего директора компании, начавшей свою деятельность примерно в 1933 году. По второй версии, карикатура создана по мотивам известного карлика, который продавал газеты в пригороде Фортитуд-Вэлли в конце 1920-х годов. Истинная личность вдохновителя мультфильма остается загадкой.
Распространенным прозвищем, которое использовали военные (австралийцы, передававшие его гостям-союзникам), было «колючая проволока», поскольку XXXX внешне напоминает ограждение, используемое в сельской местности.
Вторая крупная кампания была запущена в начале 1980-х годов в Северном Квинсленде после того, как генеральный менеджер «XXXX» Пэт Холмбоу (Pat Holmboe) услышал о том, что местный знаменитый Клинтон Хау (Clinton Howe), дорожный рабочий, смог употребить очень большое количество пива за короткое время (примерно 3 л за 1 минуту или 3/4 галлона). Под давлением правления компания была вынуждена закрыть кампанию в первые несколько дней после начала телевизионной рекламы.
Рекламная кампания 1980-х и 1990-х годов содержала слоган «Австралийцы не отдали бы XXXX ни за что другое».

## Спортивные спонсорские кампании

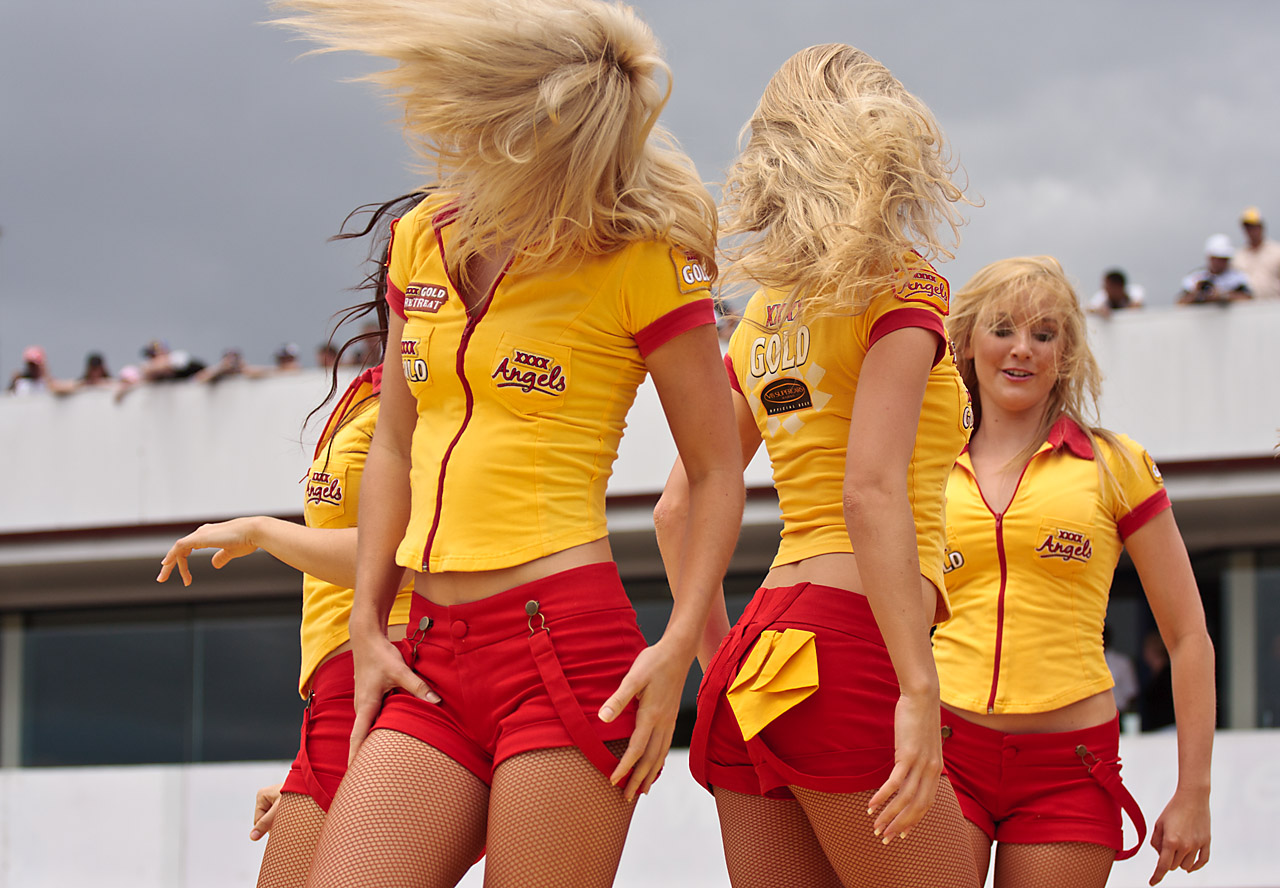
Ангелы XXXX

XXXX является основным спонсором команды Queensland Maroons в серии State of Origin лиги регби. XXXX Gold спонсирует команду Queensland Bulls и ассоциации крикета QLD, SA, ACT и NT. XXXX Gold также спонсирует австралийскую серию чемпионатов по суперкарам V8, а также австралийское отделение Professional Bull Riders(PBR).
XXXX спонсировал серию XXXX Gold Beach Cricket Tri-Nations 2007. В нем участвовали известные игроки в крикет из Австралии, такие как Аллан Бордер, из Англии, включая Грэма Гуча, и из Вест-Индии, включая Кортни Уолш и сэра Вива Ричардса.
С 2012 по 2015 год у XXXX GOLD была трехлетняя аренда острова Тыквы площадью 15 акров на юге Большого Барьерного рифа, который они превратили в остров XXXX для использования в рекламных и рекламных мероприятиях.